# Yoshikazu Goto
Yoshikazu Goto (後藤 義一 Goto Yoshikazu?), född 20 februari 1964 i Shizuoka prefektur, är en japansk före detta fotbollsspelare.
Goto började sin karriär 1986 i Furukawa Electric (JEF United Ichihara). Med Furukawa Electric vann han japanska ligacupen 1986. 1996 flyttade han till Consadole Sapporo. Efter Consadole Sapporo spelade han för Yokohama FC. Han avslutade karriären 2003. Han spelade 422 ligamatcher.